# Nealcidion bicristatum
Nealcidion bicristatum är en skalbaggsart som först beskrevs av Bates 1863.  Nealcidion bicristatum ingår i släktet Nealcidion och familjen långhorningar.
Artens utbredningsområde är:
- Paraguay.
- Uruguay.

Inga underarter finns listade i Catalogue of Life.